# Henologia
Henologia (do grego τò ἕν to hen; hen = "um" ou "unidade") é o estudo sobre os conceitos dialéticos de unidade e alteridade, um dos quais denota um princípio supremo e absolutamente transcendente. Embora o assunto já estivesse emergindo desde os pré-socráticos, é apenas com Platão que o termo é considerado transcendente e a causa de tudo. Como o conceito de um é absolutamente transcendente, já foi considerado que nenhuma disposição poderia ser atribuída adequadamente a ele, nem mesmo o ser. Tem uma aplicação universal e uma aplicação individual. Universalmente, tem sua origem como um sistema no diálogo platônico Parmênides, onde aparece como algo absolutamente transcendente. Individualmente, pode haver uma substância não cristã (Plotino), bem como uma substância cristã (Pseudo-Dionísio) ou não europeia (Nagarjuna). Mais notoriamente no ocidente, ela relata o discurso sobre O Um na filosofia neopitagórica e platônica, com desenvolvimento no posterior emanacionismo de Plotino; nas Enéadas de Plotino, postulações exemplares desse enfoque são: "É devido ao Um que todos os seres são seres"; "Separados do Um, os seres não existem... O exército, o coro, o rebanho não existiriam se não fossem um exército, um coro e um rebanho. A casa e o navio não seriam eles próprios se não possuíssem unidade; pois a casa é uma casa e o navio é um navio. Se perdessem tal unidade, não haveria mais nem casa nem navio". A henologia contrasta com várias outras disciplinas filosóficas. Considera-se que se levanta acima de questões epistemológicas e ontológicas, e são vistas como campos de trabalho subordinados.
Henologia foi um termo introduzido por Étienne Gilson, embora tenha aparecido a versão "henológico" antes por Eric Lionel Mascall, e a caracterização como campo de estudo foi feita a partir das pesquisas de Egil A. Wyller, que o representa na Noruega. Reiner Schürmann a descreve como uma "metafísica da transcendência radical" que se estende além do ser e da intelecção.

## Áreas de investigação
A henologia está em contradistinção a várias outras disciplinas filosóficas. O termo henologia refere-se à disciplina que se centra em torno do Uno, como nas filosofias de Platão e Plotino. Às vezes, é usada em oposição às disciplinas que tratam o Ser como ponto de partida (como em Aristóteles e Avicena) e também àquelas que buscam entender o Conhecimento e a Verdade (como em Kant e Descartes).
O grego heis, mia, hen (o "um" (masculino), "uma", "um" (neutro)) têm significados diferentes. Refere-se ao número um, um indivíduo como tal e a um todo e suas partes unidas como unidade. Neste último sentido, a unidade se deve ao fato de as partes terem em comum que elas constituem um todo. Na linguagem filosófica, três aspectos são essenciais:
- Indivisibilidade no mesmo sentido que o indivíduo é considerado indivisível
- A união de elementos em um todo unificado
- O fato de que "um" como número expressa uma posição especial e privilegiada na filosofia e na matemática gregas. O número "um" é o princípio básico dos outros números, com base no qual eles são todos medidos. Assim, considerado, não é um número em si, mas o mundo numérico geral.

Na literatura de pesquisa, o termo "henológico" surge já em 1943. O teólogo Eric Lionel Mascall usou-o como termo para uma prova de Deus de Tomás de Aquino, em que a unidade de Deus surge da diversidade de coisas. O filósofo francês Étienne Gilson usou o termo "énologie" em 1948. Gilson utilizou-o como um termo para o pensamento unitário neoplatônico dentro da tradição medieval europeia cristã para distingui-lo das ideias ontológicas cristãs. O termo "henologia" foi definido pela primeira vez pelo historiador da filosofia norueguês Egil A. Wyller. Em 1960, sua tese levou ao conceito de "doutrina da unidade" ser separada da "doutrina do ser" (a ontologia). Ele queria ancorar a distinção fundamental entre ser e ser transcendente, que era enfatizada pelos filósofos antigos, na terminologia da pesquisa moderna. Wyller se referiu a essa contradição como "diferença henológica". Ele considerou todas as tradições filosóficas que seguiram uma doutrina idealista como de uma entidade completamente transcendente, como escopo da henologia, por exemplo o conceito de unidade de Johann Gottlieb Fichte. No uso recente da linguagem, o termo "henologia" geralmente não é entendido dessa maneira abrangente, mas especificamente relacionado à unidade dos platonistas dos tempos antigos.

### Henadologia
Apesar de relacionada, não se confunde com henadologia, que são as doutrinas de Plotino e Proclo sobre as hênades ou hênadas, as quais são, no sistema plotiniano, o primeiro grupo de unidades divinas que se irradiam do Um e servem de intermediárias na pluralidade, participando da unidade e antecedendo as Ideias na esfera do Intelecto como "não-seres". Já para Proclo, as hênades estariam presentes como modelos capitais em todas as classes de seres, sejam inteligíveis, psíquicas ou corpóreas, e o Um é a "hênada das hênadas"; Elas teriam evoluído a partir do uso dos termos "hênada" e "mônada" por Platão em Filebo; a primeira é mais simples e central, por exemplo a percepção do som - é um todo unitário que agrupa unidas as variações da classe: as mônadas de som agudo, som grave, vogais, consoantes, etc. Apesar da raiz cognata no sentido de singularidade, distinguem-se em nível. A palavra monadologia foi utilizada depois para o estudo de substâncias simples na obra de mesmo título por Leibniz sobre as mônadas.

## Aspectos
Jan A. Aertsen enxerga diferenças na abordagem platônica e aristotélica entre as discussões da metafísica do um que permearam a Idade Média. Um dos primeiros a descrever essas tradições distintas teria sido Bertoldo de Mosburgo. Segundo Bertoldo, na tradição de Aristóteles, o um é a primeira propriedade na ordem de transcendência - como primeiro dos transcendentais, é posterior ao ser, adicionando a ele a negação da "divisão" - essa diferença entre um como propriedade transcendental e Ser foi chamada de transcendentalidade motivou as discussões de Filipe, o Chanceler, Duns Escoto e Guilherme de Ockham; também na tradição aristotélica, um e ser são os mesmos, mas diferentes enquanto conceitos (logos), e, segundo Bertoldo, não teriam existência extramental como logos (uma interpretação com a qual Tomás de Aquino discorda). No platonismo, o Um está além do ser e da potência, é transcendente e não um transcendental, e é causa de todas as coisas - como termo mais geral, é o mais existente na realidade em ato; ambos ser e um são imateriais, universais e existentes fora da alma. Uma caracterização estaria no trecho do livro IV da Metafísica de Aristóteles em que, na discussão sobre o ser, aparentemente considerou-se o um como propriedade prioritária, a primeira a aparecer na ordem de transcendência. Em Platão, além de O Um ser analisado no Parmênides, em A República o Primeiro absoluto é a Ideia do Bem, que antecede o ser das coisas criadas. Esses textos impactaram nos comentários da Idade Média sobre transcendentalidade ou conversibilidade entre Um e Ser, equivalência ou distinção entre henologia e ontologia. No estudo da ontologia medieval, Jan Aertsen identificou várias abordagens teológicas de O Um e/ou o Ser como Deus: Tomás de Aquino, de influência aristotélica, afirmou a prioridade do Ser, e que transcendentais como o Um existem em Deus: o um era o "mais próximo" do ser ou, como também defendeu Francisco Suárez, "mais conjunto à entidade", pois o um adiciona apenas uma negação ao ser através da individualização, e a unidade pertence a todas as coisas. Mestre Eckhart, de tendência neoplatônica, faz uma síntese entre henologia e ontologia em que Deus é a própria transcendência, comungando tanto como Um quanto como Ser; Pico della Mirandola também propôs uma "concórdia" entre ontologia e henologia em seu De ente et uno posteriormente. Nicolau de Cusa rejeitava essa conversão, pois ele considerava que o Um tem mais capacidade que o ser, já que o Um abrange não apenas as coisas que são atualmente, mas também aquelas que podem vir a ser: "O um não é uma propriedade consequente sobre o ser, mas anterior a ele". Segundo Aertsen, a tese de Étienne Gilson conversibilidade entre ser e um é anti-platônica, contrária ao neoplatonismo em que o Um estaria além do ser; por conta disso, para Gilson houve diferença entre o que ele chamou de sua "metafísica do ser" ou "metafísica do um cristã", enquanto ele criou o termo "henologia" especificamente para a doutrina do ser neoplatônica. Assim, para Gilson a metafísica do um se distinguiria também da henologia neoplatônica, por aquela enfatizar a conexão dos "muitos" surgindo a partir do Um.
Giovanni Reale considerou na interpretação das doutrinas não escritas de Platão que a henologia de Platão era bipolar radical, porque considerava um princípio antitético à Unidade como igualmente originário e co-eterno, apesar de ser dela dependente e inferior; enquanto entre os neoplatônicos a partir de Plotino, a Díade era derivada do próprio Um, e a estrutura henológica seria monopolar vertical. Ele distingue a prioridade platônica e aristotélica - enquanto o Primeiro Princípio em Platão constituía uma protologia henológica, Aristóteles formulou uma "metafísica do Ser", com protologia ontológica.
Reiner Schürmann considera que no discurso há duas diferenças entre níveis ontológicos: uma que ele chama de diferença metafísica, na qualificação entre universais e particulares que define a mudança das coisas, substancialidade (ousia) e coisas/entes (on), ou entidade e ser; enquanto a diferença henológica seria um passo ontológico anterior, ao Um dessubstancializado e equivalente ao Ser em si, sobre a qual, para Schumann, o foco teria sido fenomenológico, em que tange ao modo de como as coisas aparecem. A interpretação de Schumann utilizou o trecho do Comentário Anônimo de Turim sobre o diálogo Parmênides de Platão: "O Um que está além de substância (ousia) e além dos seres (ontos) não é nem ser, nem substância, nem ato, mas ao contrário age e é em si mesmo pura atuação, de forma que é em si o Ser (to einai) aquele que é anterior aos seres (ontos).
Entre os neopitagóricos, a aritmologia pitagórica foi aplicada para as derivações do Um, que consideravam como princípio máximo de Platão acima da mônada e da díade. Eudoro de Alexandria foi considerado por David Albertson o primeiro henologista, enquanto Moderato de Cádis teria sido o segundo.
Em Ibn Arabi, místico sufi, a henologia foi estimada afetivamente, inabordável apenas por racionalidade. Segundo Mohamed Mesbahi: "ele não explora leis naturais ou categorias abstratas do ser, mas quer ver a existência em seu aspecto divino. Ele quer aproximá-la, mas não conhecê-la por meios demonstrativos". Para isso, vale-se de contradições e equivalências entre essência, unidade e realidade em sua proposta de Unicidade da Existência, segundo a qual todas as coisas são manifestações de Deus e Deus é a essência de todas, com Seu aspecto imanente e transcendente - como Um, tem um aspecto velado, inefável, que não pode ser categorizado e dividido em qualificações ou oposições:
“Se tu insistes somente na transcendência, tu O restringes,

E se insistes na imanência, tu O limitas.
Se manténs a ambos [os aspectos] estás certo
- Imān e mestre nas ciências espirituais -.
Aquele que afirma os dois aspectos é um politeísta,
enquanto aquele que O isola tenta regulá-Lo.
Se professas a Unidade, fique atento para não compará-lo
e, se professas a Unidade, não O faças transcendente.
Tu não és Ele e tu és Ele

e, nas essências das coisas, limitado e ilimitado, tu O vês."